# Ікізукурі
Ікізукурі (яп. 生き作り), або ікезукурі (яп. 活け造り), (приблизний переклад — «приготований живим») — це приготування сашімі з живих морепродуктів. У цій японській кулінарній техніці найчастіше використовується риба. Восьминіг, креветки та омари використовуються рідше.
Ця кулінарна техніка викликає суперечки через побоювання щодо страждань тварин, оскільки вони все ще живі, коли їх подають.

## Приготування та подача
Ресторан може мати один чи декілька резервуарів з живими рибами, чи іншими морськими тваринами. Шеф-кухар може приготувати рибу ікізукурі всього лише трьома порізами ножа. Зазвичай її подають із цілою головою, щоб клієнти мали змогу побачити зябра, що ще рухаються.

## Питання добробуту тварин
Ікізукурі заборонено в Австралії та Німеччині.
На Change.org, вебсайт з петиціями, було розміщено петицію на ім'я Кенічіро Сасае, посла Японії в США, з проханням до японської влади припинити використання цієї кулінарної техніки. Петиція закрилася 67 065 підписами.